# Волингфорд (Ајова)
Волингфорд (енгл. Wallingford) град је у америчкој савезној држави Ајова. По попису становништва из 2010. у њему је живело 197 становника.

## Демографија
Према попису становништва из 2010. у граду је живело 197 становника, што је -13 (-6.2%) становника више него 2000. године.
| Група             | 2000.       | 2010.       |
| Белци             | 198 (94,3%) | 195 (99,0%) |
| Афроамериканци    | 0 (0,0%)    | 1 (0,5%)    |
| Азијати           | 0 (0,0%)    | 0 (0,0%)    |
| Хиспаноамериканци | 12 (5,7%)   | 1 (0,5%)    |
| Укупно            | 210         | 197         |